# Куру (вид спорта)
Куру или Кхуру (дзонг-кэ ཁུ་རུ་, вайли khu-ru) — традиционный национальный вид спорта Бутана.

## Описание
Куру включает в себя метание дротика на расстояние 20 метров (66 футов).